# Горња Крћина (Теочак)
Горња Крћина је насеље у општини Теочак, Босна и Херцеговина.

## Историја
Горња Крћина је до рата у цјелини била у саставу општине Угљевик.

## Становништво
|        | 2013.      | 1991.        | 1981.        | 1971.        |
| Укупно | 0 (0,000%) | 322 (100,0%) | 375 (100,0%) | 354 (100,0%) |
| Срби   | –          | 321 (99,69%) | 374 (99,73%) | 353 (99,72%) |
| Остали | –          | 1 (0,311%)   | 1 (0,267%)   | 1 (0,282%)   |